# Тугуро-Чуміканський район
Тугу́ро-Чуміка́нський район (рос. Тугуро-Чумиканский район) — муніципальний район у складі Хабаровського краю Російської Федерації.
Адміністративний центр — село Чумікан.

## Історія
Район утворений 4 січня 1926 року у складі Ніколаєвського округу Далекосхідного краю. На кінець 1926 року він складався з 11 сільрад: Антиканської, Бургалійської, Киранської, Немеріканської, Неранської, Тором-Альської (Торомської), Тугурської, Удської, Чуміканської, Голламської та Шантарської острівної. 10 грудня 1930 року район включений до складу Охотсько-Евенського національного округу, 22 липня 1934 року — до складу Нижньоамурської області. На жовтень 1935 року він складався з 8 сільрад: Антиканської, Баладекської, Буруханської, Торомської, Тугурської, Удської, Усалчинської та Чуміканської, а також до його складу входили Шантарські острови.
1947 року ліквідовано Буруханську сільраду, 1951 року — Баладекську, 1955 року Антиканська сільрада перейменована в Алгазеїнську. 23 січня 1956 року район увійшов до складу Хабаровського краю, того ж року утворено Шантарську сільраду. 1958 року Усалгінська сільрада приєднана до складу Тугурської. 1968 року Шантарську сільраду приєднано до складу Чуміканської.

## Населення
Населення — 1959 осіб (2019; 2255 в 2010, 2860 у 2002).

## Адміністративний поділ
Район адміністративно поділяється на 5 сільських поселень:
| Поселення                       | Площа, км² | Населення, осіб (2002) | Населення, осіб (2010) | Населення, осіб (2019) | Центр   | Населені пункти |
| ------------------------------- | ---------- | ---------------------- | ---------------------- | ---------------------- | ------- | --------------- |
| Алгазеїнське сільське поселення | 1,96       | 108                    | 63                     | 60                     | Алгазея | 1               |
| Торомське сільське поселення    | 3,27       | 164                    | 127                    | 128                    | Тором   | 1               |
| Тугурське сільське поселення    | 2,20       | 518                    | 389                    | 352                    | Тугур   | 1               |
| Удське сільське поселення       | 7,22       | 576                    | 418                    | 381                    | Удське  | 1               |
| Чуміканське сільське поселення  | 10,32      | 1476                   | 1244                   | 1031                   | Чумікан | 2               |
| міжселенна територія            | -          | 18                     | 14                     | 7                      | -       | 3               |

## Найбільші населені пункти
| № | Місто   | Населення, осіб (2002) | Населення, осіб (2010) |
| - | ------- | ---------------------- | ---------------------- |
| 1 | Чумікан | 1344                   | 1154                   |
| 2 | Удське  | 576                    | 418                    |
| 3 | Тугур   | 518                    | 389                    |
| 4 | Тором   | 164                    | 127                    |
| 5 | Неран   | 132                    | 90                     |